# Plainfield (Pennsilvània)
Plainfield és una concentració de població designada pel cens dels Estats Units a l'estat de Pennsilvània. Segons el cens del 2000 tenia 376 habitants.

## Demografia
Segons el cens del 2000, Plainfield tenia 376 habitants, 141 habitatges, i 109 famílies. La densitat de població era de 230,4 habitants/km².
Dels 141 habitatges en un 32,6% hi vivien nens de menys de 18 anys, en un 66,7% hi vivien parelles casades, en un 9,2% dones solteres, i en un 22% no eren unitats familiars. En el 17% dels habitatges hi vivien persones soles el 8,5% de les quals corresponia a persones de 65 anys o més que vivien soles. El nombre mitjà de persones vivint en cada habitatge era de 2,67 i el nombre mitjà de persones que vivien en cada família era de 2,98.
Per edats la població es repartia de la següent manera: un 23,9% tenia menys de 18 anys, un 6,4% entre 18 i 24, un 31,4% entre 25 i 44, un 25% de 45 a 60 i un 13,3% 65 anys o més.
L'edat mediana era de 39 anys. Per cada 100 dones de 18 o més anys hi havia 100 homes.
La renda mediana per habitatge era de 27.500 $ i la renda mediana per família de 27.000 $. Els homes tenien una renda mediana de 33.150 $ mentre que les dones 23.875 $. La renda per capita de la població era de 13.993 $. Entorn del 9,5% de les famílies i el 14,5% de la població estaven per davall del llindar de pobresa.

## Poblacions més properes
El següent diagrama mostra les poblacions més properes.